# Aleksandr Litvinenko
Aleksandr Válterovich Litvinenko (Vorónezh, 30 de agosto de 1962 [4 de diciembre, según su padre] – Londres, 23 de noviembre de 2006) fue un oficial fugitivo del servicio secreto ruso (KGB), que se especializó en la investigación del crimen organizado. En noviembre de 1998, Litvinenko y otros oficiales de la KGB acusaron públicamente a sus superiores de haberles ordenado el asesinato del magnate ruso Borís Berezovski. Litvinenko fue arrestado en marzo del año siguiente con cargos de exceder la autoridad de su cargo. Fue liberado en noviembre de 1999, pero se le arrestó de nuevo y los cargos fueron retirados nuevamente en 2000. Voló con su familia a Londres, donde se le otorgó asilo y trabajó como periodista, escritor y consultor de los servicios de inteligencia británica.
Durante su estancia en Londres, Litvinenko escribió dos libros, Blowing Up Russia: Terror from Within (Explotando Rusia: terror desde dentro), traducido al español como Rusia dinamitada, y Lubyanka Criminal Group (Grupo criminal Lubianka), donde acusó a los servicios secretos rusos de colocar bombas en apartamentos rusos y de otros actos terroristas como un esfuerzo para hacer llegar a Vladímir Putin al poder. También acusó a Putin de ordenar el asesinato de la periodista rusa Anna Politkóvskaya en octubre de 2006.
El 1 de noviembre de 2006, Litvinenko enfermó repentinamente y fue hospitalizado en lo que se estableció como un caso de envenenamiento radiactivo por polonio-210 que resultó en su muerte el 23 de noviembre. Se convirtió en la primera víctima letal de polonio por un síndrome de radiación agudo. Los eventos que llevaron a su muerte son controvertidos y generaron numerosas teorías en relación con el envenenamiento. Una investigación británica apuntó a Andréi Lugovói, un miembro del Servicio Federal de Seguridad de Rusia, como el principal sospechoso. El Reino Unido solicitó que Lugovói fuera extraditado, lo cual está en contra de la Constitución de Rusia, que prohíbe la extradición de ciudadanos rusos sin entregar al gobierno ruso evidencias relacionadas con el caso. Rusia negó la extradición y eso generó un enfriamiento de las relaciones entre el Reino Unido y Rusia.
Después de la muerte de Litvinenko, su viuda, Marina, realizó una campaña a favor de su esposo por medio de la Fundación de Justicia Litvinenko. En octubre de 2011, obtuvo autorización para que se realizara una investigación sobre la muerte de su esposo, que sería llevada a cabo por un juez de instrucción en Londres, la cual fue retrasada varias veces por problemas relacionados con las pruebas. La investigación pública comenzó el 27 de enero de 2015.

## Primeros años y carrera
Aleksandr Litvinenko nació en la ciudad rusa de Vorónezh en 1962. Después de graduarse de una escuela secundaria de Nálchik en 1980, fue reclutado para las Tropas Internas del Ministerio de Asuntos Internos de la Unión Soviética como cabo. Después de un año de servicio, se matriculó en la Escuela de Altos Mandos de Kírov en Vladikavkaz. En 1981, Litvinenko se casó con Nataliya, una contable con quien tuvo un hijo, Aleksandr, y una hija, Sonia. El matrimonio terminó en divorcio en 1994 y el mismo año, Litvinenko se casó con Marina, una instructora de fitness con la que tuvo un hijo, Anatoli. Después de su graduación en 1985, Litvinenko se convirtió en comandante del pelotón en la División Dzerzhinski del Ministerio. Fue asignado a la 4.ª compañía, entre sus deberes estaba la protección de mercancías valiosas en tránsito. En 1986, se convirtió en informante cuando fue reclutado por la sección de contrainteligencia de la KGB y, en 1988, fue oficialmente transferido a la Dirección del Tercer Jefe de la KGB, Inteligencia Contramilitar. Posteriormente ese mismo año, después de estudiar en la escuela de Inteligencia Contramilitar de Novosibirsk, se convirtió en oficial operativo y sirvió para la KGB hasta 1991.

## Carrera en los servicios de seguridad rusos
En 1991, Litvinenko fue promovido a la Central Federal de Contrainteligencia, especializado en actividades contraterroristas y la infiltración del crimen organizado. Se le otorgó el título de "veterano MUR" por operaciones realizadas con el departamento de investigación criminal, el MUR. Litvinenko también tuvo un activo servicio militar en lo que muchos llamaban "puntos rojos" de la ex Unión Soviética y Rusia. Durante la primera guerra chechena, Litvinenko puso a varios agentes de la KGB en Chechenia. A pesar de que era usualmente llamado "espía ruso" por la prensa occidental, a lo largo de su carrera no fue un "agente de inteligencia" y no lidiaba con secretos más allá de la información de las operaciones en contra del crimen organizado.
Litvinenko conoció a Borís Berezovski en 1994, cuando formó parte de las investigaciones del asesinato de un magnate ruso. Después comenzó a trabajar también para Berezovski y fue responsable de su seguridad. El trabajo que Litvinenko hacía para Berezovski y otros servicios de seguridad eran ilegales, pero el estado lo permitió de alguna forma con el fin de mantener al personal, que en ese momento estaban mal pagados. Además el trabajo de Litvinenko para el polémico hombre de negocios y otros no estaban siendo investigados. Algunas veces estas investigaciones en Rusia eran selectivas y se centraban solamente en aquellos que se pasaban de la raya.
En 1997, Litvinenko fue promovido a la Dirección de Análisis y Supresión de Grupos Criminales, con el título de oficial operacional y diputado en jefe de la séptima sección. De acuerdo con Dimitri Simes, la Dirección tenía que ver tanto con el crimen organizado como con la aplicación de la ley.

### Reclamaciones en contra de líderes de la KGB
De acuerdo a la viuda de Litvinenko, Marina, mientras su esposo era empleado de la KGB, descubrió muchos enlaces entre altos miembros de agencias gubernamentales y grupos de la mafia rusa, como la pandilla Sólntsevo. Berezovski se reunió con el director de la KGB, Mijaíl Barsukov, el director Diputado de Asuntos Internos, Vyacheslav Ovchínnikov, y Litvinenko para discutir asuntos de corrupción, sin obtener resultados. Esto lo llevó a la conclusión de que el sistema estaba totalmente corrompido.
En diciembre de 1997 Litvinenko dijo que recibió órdenes de matar a Berezovski. Él no le informó a su empleador hasta el 20 de marzo de 1998. De acuerdo con su viuda, el 25 de julio de 1998, el día en que Vladímir Putin reemplazó a Nikolái Kovalyov como el director del Servicio de Seguridad Federal, Berezovski presentó a Litvinenko a Putin. Berezovski le dijo que él le había ayudado a llegar a su posición de Director. Según su viuda, Litvinenko denunció la corrupción que había en la KGB a Putin, pero no le importó. De acuerdo a Litvinenko, Putin estaba relacionado con un general corrupto de la armada rusa cuando Putin era Director de Asuntos Económicos de San Petersburgo. Litvinenko estaba haciendo una investigación sobre el general y sobre líderes de cárteles de droga en Uzbek, se creía que Putin intentaba estancar la investigación para salvar su reputación.
El 13 de noviembre de 1998, Berezovski escribió una carta a Putin en Kommersant. Acusó a los líderes de la Dirección de Análisis y Supresión de Grupos Criminales, el director general Yevgueni Jojolkov, N. Stepánov, A. Kamýshnikov, N. Yenín de ordenar su asesinato.
Cuatro días después Litvinenko y otros cuatro oficiales fueron vistos juntos en una conferencia de prensa en la agencia de noticias rusa Interfax. Todos los oficiales trabajaban para la KGB en la Dirección de Análisis y Supresión de Grupos Criminales y para Borís Berezovski. Repitieron la acusación hecha por Berezovski. Los oficiales también dijeron que les habían ordenado asesinar a Mijaíl Trepashkin, quien estaba presente en la conferencia de prensa, y  secuestrar al hermano del hombre de negocios Umar Dzhabraílov.
En 2007, el periodista Serguéi Dorenko le dio a The Associated Press y a The Wall Street Journal una copia completa de una entrevista que hizo en abril de 1998 para ORT, una cadena de televisión, con Litvinenko y sus compañeros de trabajo. En la entrevista, la cual fue solo mostrada en 1998, aparecían oficiales de la KGB, quienes fueron disfrazados con máscaras y lentes oscuros, argumentando que sus jefes les habían ordenado asesinar, secuestrar o poner como objetivos a políticos prominentes y a empresarios. Jim Heintz de Associated Press opinaba que a pesar de que Berezovski no aparece en la entrevista, es omnipresente en ella, dado que los oficiales trabajaban para él y la entrevista fue grabada por Dorenko, un periodista de ORT, de la cual es en parte dueño Berezovski.

### Despido de la KGB
Después de la conferencia de prensa, Litvinenko fue despedido de la KGB. Posteriormente, en una entrevista con Yelena Tregúbova, Putin dijo que él personalmente ordenó el despido de Litvinenko y declaró: "Despedí a Litvinenko y desintegré su unidad... porque los oficiales de la KGB no deben ser parte de conferencias de prensa. No es su trabajo. Y no deben transformar los escándalos internos en públicos". Litvinenko también creía que Putin estaba detrás de su arresto y declaró: "Putin tiene el poder de decidir si pasar mi expediente a los fiscales o no. Él siempre me ha odiado y había un bono para él: arrojándome a los lobos, se distanciaba de Borís [Berezovski] a los ojos de los oficiales de la KGB".

## Vuelo de Rusia y asilo en el Reino Unido
En octubre del 2000, violando la orden de permanecer en Moscú, Litvinenko y su familia viajaron a Turquía, posiblemente por Ucrania. Mientras se encontraba en Turquía, Litvinenko solicitó asilo en la embajada de los Estados Unidos en Ankara, pero su solicitud fue denegada. Henry Plater-Zyberk opinó que la denegación de la solicitud podría estar basada en opiniones de los estadounidenses de que los conocimientos de Litvinenko les traían poco beneficio y podrían crearles problemas. Con la ayuda de Alexander Goldfarb, Litvinenko compró boletos para un vuelo Estambul-Londres-Moscú, y durante la parada de tránsito el 1 de noviembre de 2000, pidió asilo político en el Aeropuerto de Heathrow. El asilo político fue garantizado el 14 de mayo de 2001, no por su conocimiento en asuntos de inteligencia, según Litvinenko, sino por sus raíces humanitarias. Mientras, se convirtió en periodista y autor para Chechenpress. También se unió a la campaña contra del gobierno de Putin. En octubre de 2006 se convirtió en ciudadano británico con residencia en Whitehaven.

### Cooperación con MI6
En octubre de 2007, el Daily Mail, citaba "fuentes diplomáticas y de inteligencia" y decía que Litvinenko estaba recibiendo un sueldo de aproximadamente 2.000 £ al mes, por el Servicio de Inteligencia Secreto Británico (MI6) en el momento de su asesinato. John Scarlett, el líder de MI6 (que alguna vez vivió en Moscú), estuvo supuestamente involucrado en reclutarlo. En mayo de 2008, The Independent opinó que la cooperación de Litvinenko con el MI6 no sería nunca confirmada aunque estaba supuestamente recibiendo cooperación sistemática.
La viuda de Litvinenko, Marina Litvinenko, ha dicho que su esposo cooperaba con MI6 y MI5 de Reino Unido, trabajaba como consultor y ayudabao a las agencias a combatir el crimen organizado en Europa.
En febrero de 2012, el padre de Litvinenko, Válter, se disculpó por lo que llamó su propia "campaña de calumnia" en contra del gobierno ruso. Antes de la confesión de Marina Litvinenko, públicamente culpó a los servicios de seguridad por la muerte de su hijo. En una entrevista, Válter Litvinenko dijo que si hubiera sabido que para ese momento su hijo era un miembro de la inteligencia británica, no habría realizado tales acusaciones.
Durante la investigación pública en enero de 2015, se confirmó que Litvinenko fue reclutado por el MI6 como informante en 2003, dos años después de llegar a Londres, se le dio un teléfono encriptado y se le asignó un nombre en clave ("Martín"), el día anterior a su envenenamiento.

### Supuestas amenazas contra Litvinenko
Mijaíl Trepashkin, un exoficial de la KGB, dijo en 2002 que había advertido a Litvinenko de que había una unidad de la KGB asignada para asesinarlo. A pesar de eso, Litvinenko viajaba sin seguridad y mezclado con la comunidad rusa en el Reino Unido y recibía con regularidad a periodistas en su casa. En enero de 2007, el periódico polaco Dziennik reveló un objetivo de tiro con una foto de Litvinenko, estaba siendo usado para práctica de tiro por el Centro de Entrenamiento Vítyaz en Balashija en octubre de 2002. El centro, administrado por Serguéi Lyusyuk, no está afiliado al gobierno y entrena guardaespaldas, cobradores de deudas y fuerzas de seguridad privada, a pesar de esto, en noviembre de 2006 el centro fue usado por Vítyaz para un examen, debido a que su centro estaba en renovación. Los objetivos, los cuales Lyusyuk dijo que fueron comprados en el Olympic Market, también fueron fotografiados cuando el presidente del Consejo de la Federación, Serguéi Mirónov, visitó el centro y conoció a Lyusyuk el 7 de noviembre de 2006. Cuando se le preguntó por qué las fotografías habían sido eliminadas del sitio web, Lyusyuk dijo que "Esos planean algo" y que Mirónov no vio los objetivos ni sabía nada sobre ellos.

### Acusaciones de chantaje
Una serie de artículos de periódico por Julia Svetlíchnaya y James Heartfield basadas en entrevistas que hicieron con Litvinenko fueron publicadas 27 horas después de su muerte con un artículo en el Daily Telegraph. Ocho días después The Observer publicó un artículo en donde Svetlíchnaya decía que Litvinenko planeaba "chantajear o vender información sobre todo tipo de personas poderosas, incluyendo líderes de oligarquías, oficiales corruptos y fuentes del Kremlin". Ella dijo: "Él mencionó que le pagarían 10.000 £ para evitar que publicara los documentos de la KGB".
Heartfield era un investigador y escritor, mientras que Svetlíchnaya era una investigadora de teoría política y estética, ambos de la Universidad de Westminster. Sus entrevistas con Litvinenko fueron fuente de material para el artículo "La división étnica del servicio de seguridad ruso y la eliminación de la clase de negocios chechena de Moscú en los años 90", publicado en Critique.

### Prisión en Rusia
En 2002, Litvinenko fue encarcelado in absentia en Rusia. Fue sentenciado a tres años y medio de cárcel por cargos de corrupción.

## Acusaciones
Litvinenko regularmente le contaba a las personas sobre sus teorías relacionadas con la estructura de poder en Rusia, y bombardeaba a sus contactos con información relacionada con estas teorías. En un reportaje para el Centro de Investigación sobre Estudios de Conflicto, Henry Plater-Zyberk, un conferenciante en la Academia de Defensa del Reino Unido y un experto en política rusa, describió a Litvinenko como un hombre desinformado, quien fue guiado primero por Berezovsky, pero posteriormente buscaba llamar la atención para sí mismo. Plater-Zyberk nota que Litvinenko hace numerosas acusaciones sin presentar evidencia a sus argumentos, los cuales se volvieron extravagantes y fueron aceptados usualmente por los medios británicos sin hacer preguntas. De acuerdo a Michael Mainville, Litvinenko sabía el secreto de que para una teoría de conspiración está basada en la ausencia de pruebas y mientras más extravagantes sus acusaciones, más difíciles son de probar. Esto ha llevado a algunos analistas políticos a descartar sus acusaciones y considerarlas fantasiosas.

### Tiroteo en el parlamento armenio
Litvinenko acusó a la Directiva Principal de Inteligencia del Personal General de las Fuerzas Armadas Rusas de haber organizado el tiroteo del parlamento armenio en 1999 que asesinó al primer ministro de Armenia Vazguén Sargsyán, y otros siete miembros del parlamento, aparentemente para descarriar el proceso de paz que hubiera resuelto el conflicto de Nagorno-Karabaj, pero no hubo evidencia para soportar la acusación. La embajada rusa en Armenia negó la participación y describió la acusación como un intento para dañar las relaciones entre Armenia y Rusia por personas contrarias a las reformas democráticas en Rusia.

### Explosiones en edificios rusos
Litvinenko alegó que agentes de la KGB coordinaron las explosiones en edificios rusos que asesinaron a más de 300 personas, mientras que oficiales rusos culpaban a terroristas islámicos. Esta versión de los hechos fue sugerida por David Satter.

### Crisis de rehenes del teatro de Moscú
En una entrevista con el canal australiano SBS TV en 2003, que fue televisada en Dateline, Litvinenko decía que dos terroristas chechenos estuvieron involucrados en el cerco en el teatro de Moscú en 2002—los cuales el llamó "Abdul el sangriento" y "Abu Bakar"—los cuales estaban trabajando para la KGB, y que la agencia manipuló a los rebeldes para realizar al ataque. Litvinenko dijo, "Cuando intentaron encontrar a [Abdul el sangriento y Abu Bakar] entre los muertos, no estaban ahí. La KGB sacó a sus agentes, entonces los agentes de la KGB, junto con los chechenos organizaron todo con órdenes de la agencia (KGB) y los agentes fueron liberados". Esto hizo eco a acusaciones similares hechas por Mijaíl Trepashkin. El rol de un agente de la KGB, Janpashá Terkibáiev ("Abu Bakar"), también fue descrito por Anna Politkóvskaya, Iván Rybkin y Aleksandr Jinshtein. Al comienzo de abril de 2003 Litvinenko dio "el archivo Terkibáiev" a Serguéi Yushenkov cuando visitaba Londres, que a su vez se lo dio a Anna Politkóvskaya. Pocos días después Yushenkov fue asesinado. Terkibáiev fue asesinado después en Chechenia. De acuerdo con Iván Rybkin, un vocero de la Duma Estatal de Rusia, "Las autoridades fallaron de mantener a [agente de la KGB] Terkibáiev fuera del ojo público y es por eso que fue asesinado. Yo sé que tan enojada estuvo la gente, porque sabían que Terkibáiev tenía autorización de la administración presidencial".

### Masacre de la escuela de Beslán
Aleksandr Litvinenko sugirió en septiembre de 2004 que el servicio secreto ruso debería estar al tanto de antemano de la crisis de los rehenes y por tanto debieron de haber organizado el ataque como una falsa operación bandera. Dijo en una entrevista antes de su muerte con Chechenpress, la agencia de noticias y dijo eso porque los secuestradores habían estado previamente en custodia de la FSB por ataques terroristas, es inconcebible que ellos hubieran sido liberados y aún hubieran podido llevar a cabo los ataques de manera independiente. Dijo que solo hubieran sido liberados si fueran útiles para la FSB y que aun en el caso de que hubieran sido liberados sin ser vueltos activos de la FSB, hubieran estado en estricta vigilancia y que no los hubieran permitido llevar a cabo ningún ataque. Ella Kesáyeva, copresidenta del grupo Voice of Beslan, formalizó un argumento de Litvinenko en noviembre de 2008 en un artículo en la Nóvaya Gazeta, nótese el gran número de secuestradores que estaban en custodia del gobierno no mucho antes de atacar la escuela, y llegando a la misma conclusión de que el ataque a Beslán era falso.

### Apoyo terrorista internacional de la KGB
Litvinenko dijo que "todos los terroristas sanguinarios del mundo" estaban relacionados con la KGB, incluyendo a Carlos "El Chacal" Ramírez, Yassir Arafat, Saddam Hussein, Abdullah Öcalan, Wadie Haddad del famoso Frente Popular para la Liberación de Palestina, George Hawi quien lideró el Partido Comunista de Líbano, Ezekias Papaioannou de Chipre, Sean Garland de Irlanda y muchos otros más. Dijo que todos ellos fueron entrenados y proveídos de armas, explosivos y documentos para llevar ataques terroristas en todo el mundo y que cada acto de terrorismo hecho por estas personas estaba a cargo del rígido control de la KGB de la URSS. Litvinenko dijo que "el centro de terrorismo global no es Iraq, Irán, Afganistán o la república chechena. La infección del terrorismo se arrastra desde los gabinetes de la Plaza Lubianka y el Kremlin".

### Supuesta conexión de Al-Qaeda con Rusia
En julio de 2005 en una entrevista con el periódico polaco Rzeczpospolita, Litvinenko dijo que Ayman al-Zawahiri, un prominente líder de Al-Qaeda, fue entrenado año y medio por la KGB en Dagestán en 1997 y lo llamaba "un viejo agente de la KGB". Litvinenko dijo que después de su entrenamiento, al-Zawahiri "fue transferido a Afganistán, donde nunca había estado, siguiendo la recomendación de sus jefes de la Lubianka, (...) penetró el grupo de Osama bin Laden y pronto se convirtió en su asistente en el grupo Al Qaeda". Konstantín Preobrazhenski, un exoficial de la KGB y escritor, apoyó esta afirmación diciendo que Litvinenko "fue responsable de asegurarse de que la llegada de Al-Zawahiri a Rusia fuera secreta; fue entrenado por instructores de la FSB en Dagestán, Norte del Cáucaso, en 1996–1997". Él dijo: "En ese momento, Litvinenko era la cabeza de la Subdivisión de Terroristas Buscados Internacionalmente y Director de Investigaciones Operativas del Departamento Anti-terroristas en el Servicio Federal de Seguridad (FSB). Fue ordenado para llevar la delicada misión de mantener lejos a Al-Zawahiri de la atención de la policía rusa. A pesar de que Al-Zawahiri había sido llevado a Rusia por el FSB usando un pasaporte falso, aún fue posible para la policía saber de su llegada por un reporte de verificación de Moscú. Ese proceso pudo revelar a Al-Zawahiri como un colaborador del FSB y KGB. Para prevenir esto, Litvinenko visitó a un grupo de altos mandos policiales para notificarles". De acuerdo a Serguéi Ignátchenko, un vocero del FSB, al-Zawahiri fue arrestado por autoridades rusas en Daguestán en diciembre de 1996 y liberado en mayo de 1997.
Cuando se le preguntó en una entrevista, sobre quién creía que era el responsable de los bombardeos en Londres en 2005, Litvinenko respondió, "Sabes, he hablado antes sobre esto, y debo decir ahora que solo yo conozco la organización que ha hecho del terrorismo la herramienta principal para resolver problemas políticos. Son los servicios especiales rusos". Después añadió: "Y estoy seguro de que no habrá enjuiciamientos de musulmanes después del suceso".

### Controversia por caricatura danesa
Según Litvinenko, la controversia de 2005 sobre la publicación de caricaturas editoriales del profeta islámico Mahoma en el periódico danés Jyllands-Posten fue orquestada por la FSB como castigo a Dinamarca por negarse a extraditar a separatistas chechenos.

### Asesinato de Anna Politkóvskaya
Dos semanas antes de su envenenamiento, Aleksandr Litvinenko acusó a Vladímir Putin de ordenar el asesinato de la periodista rusa Anna Politkóvskaya y dijo que una excandidata presidencial, Irina Hakamada, avisó a Politkóvskaya sobre las amenazas a su vida del presidente ruso. Litvinenko aconsejó a Politkóvskaya que escapara de Rusia inmediatamente. Hakamada negó su involucramiento en pasar amenazas específicas y dijo que advirtió a Politkóvskaya solo en términos generales hacía más de un año. Permanece incierto si Litvinenko se refería a una declaración anterior hecha por Borís Berezovski, quien decía que Borís Nemtsov, un ex primer ministro ruso, recibió la palabra de Hakamada de que Putin la amenazó y al igual que a sus colegas. De acuerdo a Berezovski, Putin pronunciaba que a Hakamada y a sus colegas "se les cortaría la cabeza inmediatamente, literalmente, no figurativamente" si hablaban sobre las bombas en los departamentos.

### Suposiciones relacionadas con Romano Prodi
De acuerdo a Litvinenko, el Jefe General de la FSB Anatoli Trofímov le dijo, "No vayas a Italia, ahí hay muchos agentes de la KGB entre los políticos. Romano Prodi es nuestro hombre ahí". refiriéndose a Romano Prodi, el líder italiano de centro-izquierda, ex primer ministro de Italia y expresidente de la Comisión Europea. La conversación con Trofímov se llevó a cabo en el año 2000, después de que el escándalo Prodi-KGB saliera a la luz en octubre de 1999 debido a la información provista por Vasili Mitrojin.
En abril de 2006, un miembro del Parlamento Europeo en Londres, Gerard Batten del Partido de la Independencia del Reino Unido (UKIP), demandó una investigación por las acusaciones. De acuerdo con el periódico con sede en Bruselas The EU Reporter el 3 de abril del 2006, "Otra fuente de alto nivel, un ex miembro operativo de la KGB en Londres ha confirmado la historia". El 26 de abril, Batten repitió su llamado para una investigación parlamentaria, revelando que "ex miembros de la KGB estaban dispuestos a testificar en la investigación bajo las condiciones propias". Agregó, "No es aceptable que esta situación esté sin resolverse, dada la importancia de las relaciones entre Rusia y la Unión Europea". El 22 de enero de 2007, la BBC y ITV News publicó documentos y vídeos de febrero de 2006, en donde Litvinenko repitió sus declaraciones sobre Prodi.
Un reporte del Centro de Investigaciones sobre el Conflicto, de la Academia de Defensa del Reino Unido de mayo del 2007 notó que Trofímov nunca había sido el líder de la FSB, que no había dirigido operaciones de inteligencia, nunca había trabajado en una dirección de la KGB o su sucesor la SVR, ni había trabajado en el departamento de contra-inteligencia, ni había trabajado en Italia, haciendo difícil entender cómo Trofímov tenía conocimiento sobre el reclutamiento. Henry Plater-Zyberk, el coautor del reporte, sugirió que Trofímov estaba "convenientemente muerto", entonces "no podía ni negar ni confirmar la historia," y notaba que la historia de Litvinenko sobre acusaciones sin evidencia lo respaldaba.

### Cooperación con autoridades Españolas
Poco tiempo antes de su muerte, Litvinenko alertó a las autoridades españolas sobre varios líderes del crimen organizado y sus vínculos con España. Durante su encuentro en mayo de 2006 supuestamente dio a oficiales de seguridad información sobre locaciones, roles y actividades de varios líderes de la mafia rusa y sus vínculos con España, incluyendo a Zajar Kalashov, Izguílov y Tariel Oniani.

### Otras acusaciones
En su libro, Pandilla de Lubianka, Litvinenko dijo que Vladímir Putin, durante su tiempo en la FSB, estaba personalmente involucrado en proteger el tráfico de drogas en Afganistán organizado por Abdul Rashid Dostum. En diciembre de 2003 autoridades rusas confiscaron más de 4.000 copias del libro.
Litvinenko comentó sobre una nueva ley por la que "Rusia tiene el derecho a realizar ataques preventivos en bases militares en el extranjero" y explicó que "los ataques preventivos pueden involucrar todo, excepto armas nucleares". Litvinenko dijo: "¿Sabes a lo que me refiero cuando digo "bases terroristas extranjeras"? Ellos se refieren a nosotros, Zakáyev, Borís y a mí". También dijo que "En nuestro servicio se consideraba que el veneno era mejor arma que una pistola". Asimismo, se refirió a un laboratorio secreto en Moscú que supuestamente continuaba desarrollando venenos letales.
En un artículo de Litvinenko de julio de 2006, publicado en el sitio web Chechenpress de Zakáyev, se afirmaba que Vladímir Putin era un pedófilo. Litvinenko también aseguró que Anatoli Trofímov y Artyom Borovik conocían la supuesta pedofilia. Las acusaciones han sido llamadas "salvajes" y "sensacionales y sin fundamento" en los medios británicos. Litvinenko hizo una acusación después de que Putin besó a un niño en su estómago mientras se detenía a hablar con algunos turistas durante una caminata en el Kremlin el 28 de junio de 2006. El incidente se recordó en un webcast organizado por la BBC y Yandex, en dónde más de 11 000 personas le pidieron a Putin que explicara sus acciones, a lo que respondió: "Parecía muy independiente y serio... quería abrazarlo como a un gatito y terminó siendo ese gesto. Se veía muy lindo... No hay nada detrás de eso".
Poco antes de su muerte, Aleksandr Litvinenko dijo que Vladímir Putin había cultivado una "buena relación" con Semión Moguilévich (líder de la mafia rusa) desde 1993 o 1994.

## Envenenamiento y muerte
El 1 de noviembre de 2006, Litvinenko cayó enfermo repentinamente y fue hospitalizado. Su enfermedad fue atribuida posteriormente a envenenamiento con radionuclido polonio-210 después de que la Agencia de Protección de la Salud encontró cantidades importantes del extraño y altamente tóxico elemento. 
En entrevistas, Litvinenko dijo que se había reunido con dos exagentes de la KGB (Dmitri Kovtun y Andréi Lugovói) el día que cayó enfermo. A pesar de que se negó cualquier fechoría, una fuga de la diplomacia estadounidense reveló que Kovtun había dejado restos de polonio en la casa y del coche que usó en Hamburgo. Los hombres presentaron a Litvinenko con un hombre alto y delgado de apariencia asiática llamado Vladislav Sokolenko de quien Lugovói dijo que era un socio de negocios. Lugovói también es un ex guardaespaldas del antiguo primer ministro ruso Yegor Gaidar (quien también sufrió una enfermedad misteriosa en noviembre de 2006). Después, Litvinenko almorzó en Itsu, un restaurante de sushi en Piccadilly, Londres, con un conocido italiano experto en desechos nucleares, Mario Scaramella, quien hizo acusaciones sobre el primer ministro italiano Romano Prodi. Scaramella, adjuntó a la Comisión Mitrojin una investigación de la KGB sobre penetración en la política italiana, que supuestamente tiene información sobre el asesinato de Anna Politkóvskaya, una periodista que fue asesinada en su piso en Moscú en octubre de 2006.
Marina Litvinenko, su viuda, acusó al gobierno de orquestar el asesinato. A pesar de esto, ella cree que la orden no vino de Putin, sino a petición de las autoridades y anunció que se negaría a entregar pruebas a cualquier investigación por miedo a que fuera mal interpretada o tuviera un mal uso. En una audiencia de 2015 en Londres, en Scotland Yard, un abogado concluyó que "la evidencia sugiere que la única explicación creíble es que, de una u otra forma, el gobierno ruso esté involucrado en el asesinato de Litvinenko".

### Muerte y última declaración
El 22 de noviembre de 2006, el personal médico del Hospital Universitario dijo que había sufrido una recaída mayor debido a un fallo cardíaco y un ataque cardíaco en la noche. Murió el 23 de noviembre. Scotland Yard dijo que las investigaciones sobre las circunstancias en las que murió Litvinenko continuarían.
El 24 de noviembre de 2006, fue publicada una declaración póstuma en la que Litvinenko nombró a Putin como el hombre detrás de su envenenamiento. El amigo de Litvinenko, Alex Goldfarb, que también fue presidente de la junta del Fondo para las Libertades Civiles, dijo que Litvinenko había hablado con él tres días antes. Andréi Nekrásov dijo que su amigo Litvinenko y su abogado habían hecho una declaración en ruso y el 21 de noviembre fue traducida al inglés.

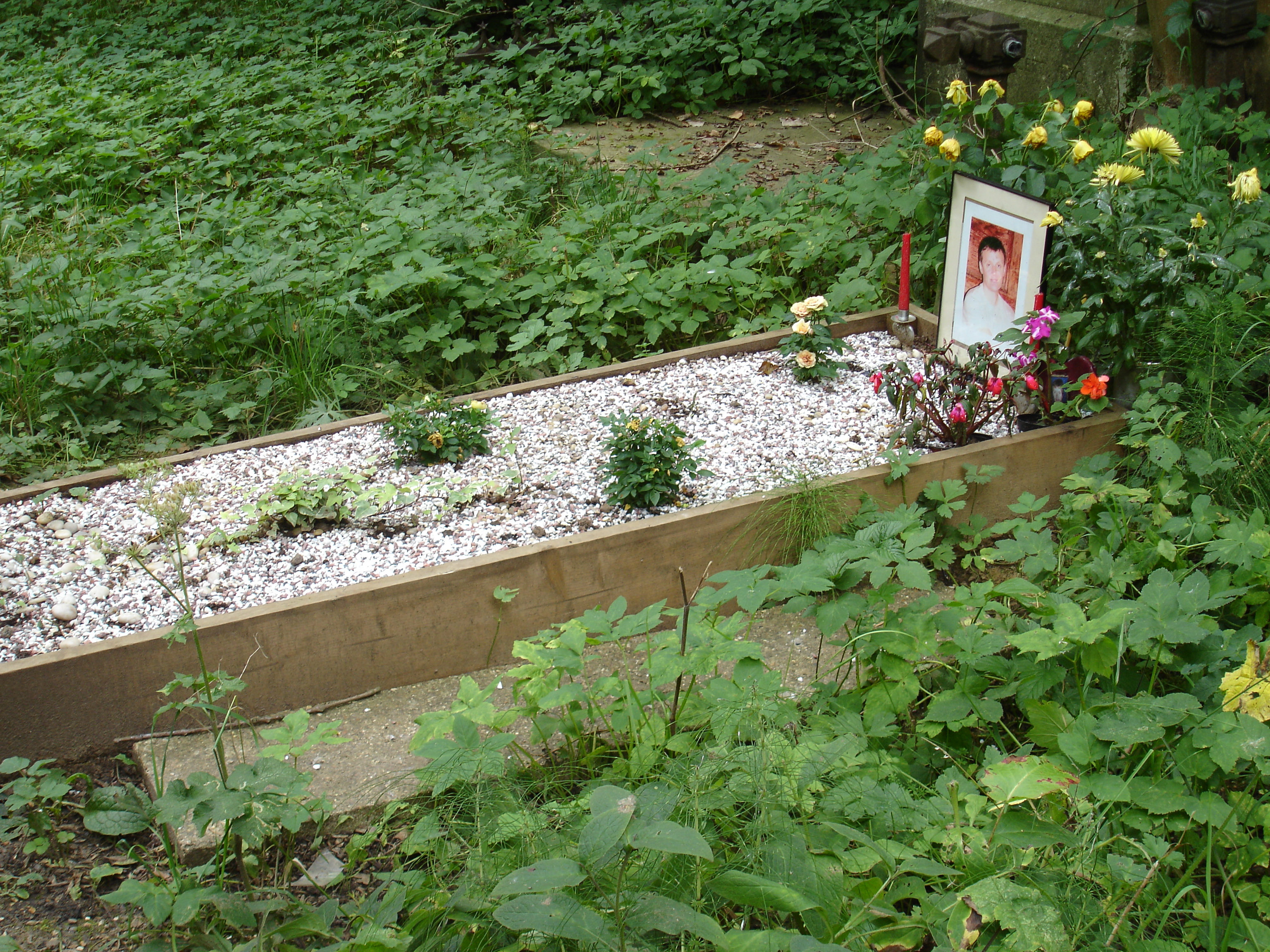
Tumba de Litvinenko en el Cementerio Highgate en 2007.

Putin argumentó la autenticidad de la nota mientras estaba en una reunión con líderes de Estados Unidos en Helsinki y dijo que estaba siendo usada con propósitos políticos. Goldfarb dijo después que Litvinenko, en su lecho de muerte, lo instruyó a escribirle una nota en "buen inglés" en la que Putin es acusado de su envenenamiento. Goldfarb también dijo que le leyó la nota a Litvinenko en inglés y ruso y Litvinenko estuvo de acuerdo con "cada una de las palabras" y la firmó.

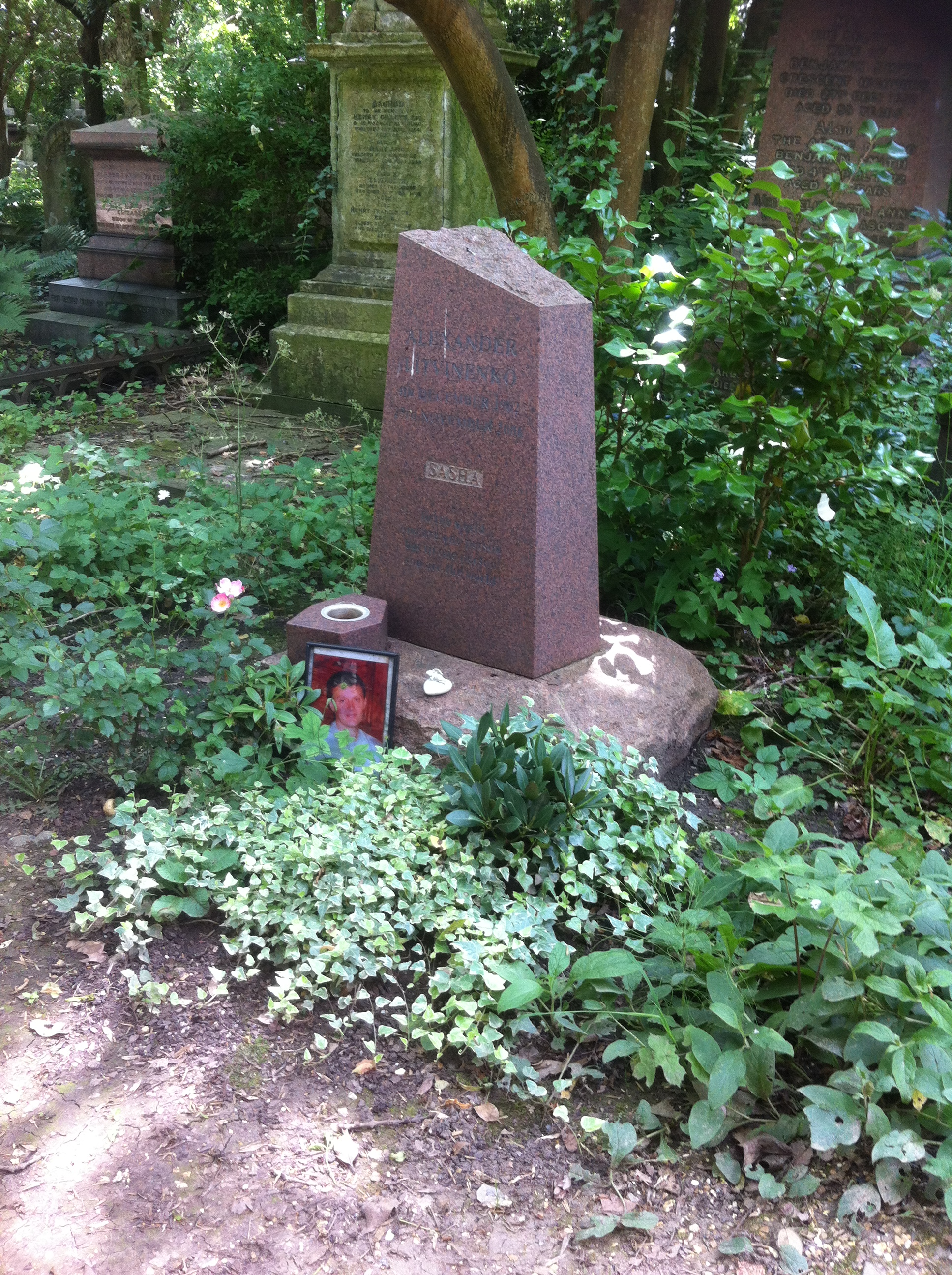
Tumba de Litvinenko en 2014.

Su autopsia fue llevada a cabo el día 1 de diciembre en el instituto de patología del Royal London Hospital. Fue atendido por tres médicos, incluyendo uno que fue escogido por la familia y de Litvienko y otro de una oficina externa. Litvinenko fue enterrado en el cementerio Highgate (lado este) al norte de Londres el 7 de diciembre. La policía trató su muerte como asesinato, a pesar de que la investigación aún no estaba completada. El 25 de noviembre, dos días después de la muerte de Litvinenko, un artículo que fue atribuido a él fue publicado en The Mail en Domingo titulado "Por qué creo que Putin me quería muerto".
En una entrevista con la BBC el 16 de diciembre de 2006, Yuri Shvets dijo que Litvinenko había creado un reporte a 'due diligence' investigando las actividades de un oficial del Kremlin de parte de una empresa británica que buscaba invertir "docenas de millones de dólares" en un proyecto en Rusia y que el dosier contenía información que dañaba al oficial. Él dijo que había sido entrevistado sobre sus acusaciones por detectives de Scotland Yard que investigaban la muerte de Litvinenko. La prensa británica reportó que el envenenamiento y la muerte consecuente no habían sido ampliamente cubiertos por la prensa rusa.

### Supuesta conversión al islam
Durante sus declaraciones en la investigación del 2015 sobre la muerte de su esposo, Marina Litvinenko testificó que su esposo se había convertido al islam antes de su muerte. La señora Litvinenko también testificó que su esposo le había dicho a su padre sobre su cambio de religión, a lo que su padre respondió, "No importa. Al menos no eres comunista".
El 7 de diciembre de 2006, Litvinenko fue enterrado en el cementerio Highgate, un orador musulmán fue invitado por Akhmed Zakayev, yendo en contra de los deseos de su esposa de un servicio no religioso en la tumba.
La ceremonia del funeral fue seguida de un memorial privado en el que el ensamble Tonus Peregrinus cantó música sacra de los compositores rusos Ígor Stravinski, Serguéi Rajmáninov, Víktor Kalínnikov y tres obras del compositor británico Antony Pitts.

### Teorías e investigaciones sobre su muerte

#### Investigación Criminal en Reino Unido
El 20 de enero de 2007, la policía británica anunció que "tenían identificado al hombre que, ellos creían había envenenado a Alexander Litvinenko. El asesino sospechoso fue captado en las cámaras en el aeropuerto de Heathrow mientras volaba a Inglaterra para llevar a cabo el asesinato". El hombre fue presentado a Litvinenko como "Vladislav".
Para 26 de enero del 2007, oficiales británicos dijeron que la policía había resuelto el asesinato de Litvinenko. Descubrieron una tetera caliente en el Hotel Millennium en Londres que tenía niveles fuera de lo normal de polonio, el material radioactivo usado en el asesinato". Adicionalmente, un oficial le dijo a los investigadores que el asesinato de Litvinenko había sido "patrocinado por el Estado" y orquestado por los servicios de seguridad rusos". La policía quería fincar cargos al ex espía ruso Andréi Lugovói, que conoció a Litvinenko el 1 de noviembre de 2006, el día que la policía cree, se administró la dosis letal de polonio.
El mismo día, The Guardian dijo que el gobierno británico estaba preparando una petición de extradición para Andréi Lugovói, con el objeto de presentarse ante un tribunal sobre la muerte de Litvinenko. El 22 de mayo de 2007, el Servicio de la Corona, llamó a extraditar al ciudadano Andréi Lugovói al Reino Unido por cargos de asesinato. Lugovói descartó los cargos hacia él, por estar "motivados políticamente" y dijo que no había matado a Litvinenko.
Una investigación de la policía británica había resultado en varios sospechosos para el asesinato, pero en mayo de 2007, el director de la Fiscalía Pública, Ken Macdonald, anunció que durante su mandato, buscaría extraditar a Andréi Lugovói, el principal sospechoso del caso, desde Rusia. El 28 de mayo de 2007, el Ministerio de Relaciones Exteriores había oficialmente presentado una solicitud al gobierno ruso para extraditar a Lugovoy con el objeto de enfrentar cargos criminales en el Reino Unido.
El 2 de octubre de 2011, The Sunday Times publicó un artículo donde el fiscal que investigaba el asesinato de Litvinenko, Lord Macdonald de River Glaven, públicamente hablaba sobre su sospecha de que el asesinato había sido una "ejecución de Estado" llevada a cabo por Rusia. Hasta ese momento, los oficiales británicos habían dejado de acusar a Rusia de estar involucrada en el envenenamiento. "Tiene todas las características de una ejecución dirigida por el Estado, cometido en las calles de Londres por un gobierno extranjero". agregó Macdonald.
En enero de 2015, se le reportó a los medios británicos que la Agencia de Seguridad Nacional había interceptado comunicaciones entre agentes del gobierno ruso en Moscú y los que habían llevado a cabo la "ejecución del Estado" en Londres: las conversaciones supuestamente probaban que el gobierno ruso estaba involucrado en el asesinato de Litvinenko y sugirió que el motivo eran las revelaciones sobre las conexiones de Putin con el crimen organizado.

#### Investigación criminal rusa
Muchas publicaciones en los medios rusos sugerían que la muerte de Aleksandr Litvinenko estaba conectada con Borís Berezovski. El exjefe de la FSB Nikolái Kovalyov, para quien Litvinenko trabajó, dijo que el incidente "parecía obra de Borís Berezovski. Estoy seguro de que ninguno de los servicios de inteligencia participaron". El involucramiento de Berezovski fue presuntamente hecho por programas de televisión rusos. Seguidores del Kremlin lo consideraron una conspiración para mermar la reputación del gobierno ruso al ingeniar el asesinato espectacular de un disidente ruso en el extranjero.
Después de la muerte de Litvinenko, huellas de polonio fueron encontradas en una oficina de Berezovski. Litvinenko visitó la oficina de Berezovski así como muchos otros lugares antes del envenenamiento. La agencia de Protección de la Salud realizó grandes esfuerzos para asegurarse que los lugares que Litvinenko había visitado y las personas con las que hubiera tenido contacto después de su envenenamiento no presentaran riesgo.
No se les permitió realizar investigaciones en la oficina a fiscales rusos. También se les prohibió a los oficiales rusos realizar interrogatorios a Berezovski. El ministro de Relaciones Exteriores se quejó de que el gobierno del Reino Unido estaba obstruyendo su intento de enviar fiscales a Londres para interrogar a más de 100 personas, incluyendo a Berezovski.
El 5 de julio de 2007, Rusia oficialmente declinó la extradición de Lugovói, citando el artículo 61 de la Constitución Rusa que prohíbe la extradición de sus ciudadanos. Rusia dijo que podría ocuparse del caso ellos mismos si el Reino Unido proveía evidencia en contra de Lugovói, pero el gobierno británico no había entregado ninguna evidencia. El líder del comité de investigación de la Oficina del Fiscal dijo que Rusia no había recibido ninguna evidencia sobre Lugovói. "Nosotros no hemos recibido evidencia de la culpabilidad de Lugovói desde Londres, en esos documentos tenemos muchos espacios en blanco y contradicciones". Sin embargo, el embajador británico en Rusia, Anne Pringle, dijo que Londres había presentado suficiente evidencia para extraditarlo al Reino Unido.

## Investigaciones judiciales

### Investigación en Londres
El 13 de octubre de 2011, el Dr. Andrew Reed, el juez de instrucción de St. Pancras, anunció que realizaría una investigación sobre la muerte de Litvinenko, que incluiría la investigación de todas las teorías sobre el asesinato, incluyendo las teorías sobre la complicidad del gobierno ruso. En la investigación, realizada por Sir Robert Owen, juez de la suprema corte, haciendo de juez de instrucción, originalmente programada para comenzar el 1 de mayo, fue objeto de una serie de pre-audiencias: primero, el juez de instrucción acordó que un grupo representando a los fiscales rusos del estado pueda ser aceptado como parte de la investigación en proceso; segundo, el Gobierno Británico presentó un Certificado de Interés de Inmunidad Pública. Dentro de este certificado la información relacionada al involucramiento de Rusia, se encuentra a disposición del Reino Unido, sin embargo mucho de lo que los servicios de inteligencia británica pudieron haber hecho para prevenir la muerte, fueron excluidos de la investigación.
El 12 de julio de 2013, Sir Robert, quien había convenido a excluir cierto material de la investigación ya que podría estar dañando la seguridad nacional, anunció que el Gobierno Británico negó la petición que había hecho previamente en junio para reemplazar la investigación por una investigación pública que hubiera podido hacer que se considerara evidencia que era considerada secreta para la investigación. Después de la audiencia, Alex Goldfarb dijo: "Hay algún tipo de confabulación tras bambalinas, con el gobierno de Su majestad y el Kremlin para obstruir la justicia"; Elena Tsirlina, la abogada de la viuda de Litvinenko, coincidieron con él.
El 22 de julio de 2014, la secretaria de asuntos internos del Reino Unido Theresa May, que ha llevado a cabo una investigación y pueda dañar las relaciones con Moscú, anunció una investigación pública en la muerte de Litvinenko. La investigación es llevada a cabo por Sir Robert Owen quien era juez de instrucción en la investigación de la muerte de Litvinenko, estipula que "la investigación no preguntaría si las autoridades del Reino Unido deban o no tomar acciones no pudieron haber prevenido la muerte". La investigación comenzó el 27 de enero del 2015. Nueva evidencia sugirió en las primeras audiencias que se llevaron a cabo a finales del 2015. El último día de las audiencias fue el 31 de julio de 2015.

### Litvinenko vs la Federación de Rusia en Estrasburgo
En mayo de 2007, Marina Litvinenko registró una queja en contra de la Federación de Rusia en la Tribunal Europeo de Derechos Humanos en Estrasburgo, acusando a la Federación de violar el derecho a vivir de su esposo. Sin embargo, no tuvo éxito y no se realizó una investigación completa.

## En la cultura popular
- Channel Four Television Corporation ha firmado con producciones Mentorn para hacer un drama televisivo sobre el envenenamiento de Litvinenko.[136]
- Se dice que Johnny Depp hará una película basada en un libro que está por publicarse.[137][138][139]
- Rebellion: the Litvinenko Case es un documental sobre las actividades y la muerte de Litvinenko.
- En Epic Rap Battles of History, en el episodio Rasputin vs Stalin, Putin, retratado por Peter Shukoff, hace referencia al envenenamiento de Litvinenko con la letra "el último hombre que me atacó vivió media vida".[140]
- 'The Litvinenko Project' es una actuación en vivo ideada por el teatro 2Magpies (Nottingham, Reino Unido) que explora las posibilidades que condujeron al envenenamiento de Litvinenko.[141]

## Sus libros
- Litvinenko, Aleksandr; Felshtinski, Yuri (2007). Rusia dinamitada: Tramas secretas y terrorismo de Estado en la Federación Rusa. Alba Editorial. ISBN 978-84-8428-353-9.
- Alexander Litvinenko, Yuri Felshtinsky, "Blowing Up Russia: The Secret Plot to Bring Back KGB Terror" Encounter Books, Nueva York, 2007 ISBN 978-1-59403-201-1
- Yuri Felshtinsky, Alexander Litvinenko, y Geoffrey Andrews. Blowing up Russia: Terror from within Gibson Square Books, Londres, 2007, ISBN 978-1-903933-95-4
- Alexander Litvinenko: "Allegations – Trabajos Selectos por Alexander Litvinenko", traducido del ruso y editado por Pavel Stroilov, introducción por Vladimir Bukovsky, Editorial: Aquilion (12 de noviembre de 2007), ISBN 978-1-904997-05-4
- A. Litvinenko and A. Goldfarb. Criminal gang from Lubyanka(en ruso) GRANI, Nueva York, 2002, ISBN 978-0-9723878-0-4
  - А. Литвиненко Лубянская преступная группировка (en ruso) GRANI, Nueva York, 2002, ISBN 0-9723878-0-3
- Un documental, Asesinato de Rusia, fue realizado por productores franceses basado en libros de Litvinenko. Él fue un consultor para la película.

## Libros y películas sobre Litvinenko
- William Dunkerley. The Phony Litvinenko Murder: Finally the Truth after 5 Years – The Story Told by the Media Doesn't Match the Facts, Omnicom Press, 2011. ISBN 978-0-615-55901-8
- Alan Cowell. The Terminal Spy: A True Story of Espionage, Betrayal and Murder, Random House, 2008. ISBN 978-0-7393-7054-4
- Alex Goldfarb and Marina Litvinenko. Death of a Dissident: The Poisoning of Alexander Litvinenko and the Return of the KGB. Free Press, New York, 2007. ISBN 978-1-4165-5165-2.
- Martin Sixsmith. The Litvinenko File: the True Story of a Death Foretold, Publisher: Macmillan (2 de abril de 2007) ISBN 0-230-53154-7 ISBN 978-0-230-53154-3
- Andrei Nekrasov. Rebellion: the Litvinenko Case, 2007, Dreamscanner. Banned in Russia. Official site: https://web.archive.org/web/20080415151727/http://www.dreamscanner-productions.com/litvinenko/index.html